# Le Roi pâle
 (octobre 2024).
La mise en forme du texte ne suit pas les recommandations de Wikipédia : il faut le « wikifier ».
Les points d'amélioration suivants sont les cas les plus fréquents :
- Les titres sont pré-formatés par le logiciel. Ils ne sont ni en capitales, ni en gras.
- Le texte ne doit pas être écrit en capitales (les noms de famille non plus), ni en gras, ni en italique, ni en « petit »…
- Le gras n'est utilisé que pour surligner le titre de l'article dans l'introduction, une seule fois.
- L'italique est rarement utilisé : mots en langue étrangère, titres d'œuvres, noms de bateaux, etc.
- Les citations ne sont pas en italique mais en corps de texte normal. Elles sont entourées par des guillemets français : « et ».
- Les listes à puces sont à éviter, des paragraphes rédigés étant largement préférés. Les tableaux sont à réserver à la présentation de données structurées (résultats, etc.).
- Les appels de note de bas de page (petits chiffres en exposant, introduits par l'outil «  Source ») sont à placer entre la fin de phrase et le point final[comme ça].
- Les liens internes (vers d'autres articles de Wikipédia) sont à choisir avec parcimonie. Créez des liens vers des articles approfondissant le sujet. Les termes génériques sans rapport avec le sujet sont à éviter, ainsi que les répétitions de liens vers un même terme.
- Les liens externes sont à placer uniquement dans une section « Liens externes », à la fin de l'article. Ces liens sont à choisir avec parcimonie suivant les règles définies. Si un lien sert de source à l'article, son insertion dans le texte est à faire par les notes de bas de page.
- La présentation des références doit suivre les conventions bibliographiques. Il est recommandé d'utiliser les modèles {{Ouvrage}}, {{Chapitre}}, {{Article}}, {{Lien web}} et/ou {{Bibliographie}}. Le mode d'édition visuel peut mettre en forme automatiquement les références.
- Insérer une infobox (cadre d'informations à droite) n'est pas obligatoire pour parachever la mise en page.

Pour une aide détaillée, merci de consulter Aide:Wikification.
Si vous pensez que ces points ont été résolus, vous pouvez retirer ce bandeau et améliorer la mise en forme d'un autre article.
Le Roi pâle (The Pale King) est un roman américain inachevé de David Foster Wallace publié en version originale en 2011, puis en français par les éditions Au diable vauvert en 2012 dans une traduction de Charles Recoursé.

## Composition
Du texte original, réputé long de 1 000 pages et 150 chapitres, l'éditeur original, Michael Pietsch, a monté un texte d'environ 540 pages (648 dans la traduction française) et 50 chapitres, de longueur inégale, puisqu'une dizaine comportent entre une et quatre pages. L'éditeur s'en explique dans la préface, et quelques études apprécient le travail d'édition, d'après les notes de l'auteur. Le lecteur francophone est mal placé pour estimer les modifications apportées.
Les références historiques sont limitées : l'action se déroule entre 1985 et 1987, le passé se limite aux années 1960 et 1970, et l'auteur se réfère une fois à l'actualité de l'écriture du texte : aujourd'hui en 2005 (p. 310). Quelques noms d'hommes politiques sont cités : Ford, Bush, Reagan, et beaucoup de références culturelles (littérature, cinéma, musique, sports...).

## Trame narrative
L'essentiel de l'histoire concerne Claude Sylvanshire (25 ans environ), de grade GS-9, dans sa nouvelle affectation d'assistant du Dr Merill Errol Lehrl, au Centre Régional de Contrôle de l'IRS de Peoria (Illinois) 047 (plus de 3 000 agents fédéraux assermentés). L'Internal Revenue Service est l'agence fédérale américaine de collecte de l'impôt sur le revenu (et autres taxes) : la collecte de tous les impôts fédéraux légalement perceptibles (p. 139).
Le lecteur accompagne le personnage principal dans sa trop longue approche de son nouveau poste : transfert aérien sur lignes locales, problème de sinus, transfert automobile jusqu'à l'établissement de Peoria à travers la banlieue, accueil, visite guidée, entretien, installation, formation, lecture des procédures et rapports, approche des nouveaux collègues, activités... Après avoir connu au CRC de Rome (New York) les retards informatiques de traitements des déclarations, il va participer à la vérification (section Routines) des déclarations (formulaire 1040), des pénalités à appliquer, et de leurs recouvrements, avant leur éventuel passage par l'IRS Criminal Investigation Division (Bureau d'enquêtes criminelles de l'IRS).
Le travail est routinier, compulsif, expéditif, nécessaire, utile, efficace, productif, abrutissant, solitaire, très loin de l'héroïsme vanté lors des offres de recrutement, et d'incitation à l'orientation vers des études de comptabilité adaptée. L'ennui généralisé (La clé c'est la capacité, innée ou bien conditionnée, à trouver l'autre versant de la routine, du mesquin, de l'insignifiant, du répétitif, de l'inutilement complexe. En un mot, à être inennuyable (p. 519)) est troué par de brèves pauses collectives, où réfléchir à la décadence récente des valeurs morales américaines, ou à approfondir les rumeurs concernant les supérieurs, présents ou passés, les égaux, ou les inférieurs, principalement en conversation à deux (rarement à trois).
La quasi incapacité à établir des relations (amitié, amour, compagnonnage...) pousse à un ruminement, ou rumination, sur le vide de leur vie privée actuelle, le trop-plein de leurs errances passées (éducation, enfance, parentèle, études, critiques adolescentes du système, expériences (sport, drogue, sentimentalité, sexualité, travail, armée...), la quasi-absence de projection sur un quelconque avenir (sauf à passer vite au grade supérieur).

## Personnages
- Claude Sylvanshine, GS-9, chapitres 2 & 7 & 30,
- Reynolds, GS-11, son co-assistant auprès de Lehrl,
- Leonard Stecyk, chapitres 5 & 12 & 39,
- Toni Ware, chapitres 8 & 20 & 45 & 47,
- Lane A Dean Jr, chapitres 6 & 16 & 33,
- David Cusk (et sa sueur ou sudation), chapitres 12 & 13 & 27 & 40,
- Fogle, le nouveau, chapitres 22 & 49,
- DeWitt Glenndenning, chapitres 19 & 39,
- Meredith Rand et Shane Drinion, chapitre 46,
- David Foster Wallace, chapitres 9 & 24 & 27 & 38,
- et de nombreuses autres silhouettes, dont Lehrl, Eloise Prout Dr Yes, O'Dowwd, Thomas Bondurant, Vincent Buss, Gary Manshart, Mlle Chahla Neti-Neti...

Le Roi pâle (The Pale King) est un des nombreux noms de bureau que s'octroient les employés ou qu'on leur octroie. Ici, il désigne surtout la toute-puissance fantomatique de M. DeWitt Glenndenning.
La routine fictionnelle est encore perturbée quand l'auteur décide, au chapitre 9, d'intervenir, de s'offrir sa propre préface, de refuser que le livre relève de la seule fiction (pas assez rémunatrice) et la fait relever de l'autobiographie, puisque, aussi bien, DFW a ou aurait été un de ces employés de l'IRS, pendant une brève période (1985-1987), même si la biographie officielle de l'auteur ne confirme apparemment rien de tel. DFW peut ainsi s'identifier, ou être identifié, à n'importe lequel de ses personnages. Les chapitres d'auteur permettent une avalanche de notes et sous-notes.

## Passages
- Eloise Prout et son salaire de GS-9 qui payait à peine la nourriture des chats (p. 34),
- J'ai survécu à la fête à tout casser pour les onze ans de Leonard Stecyk - 1964 (p. 50),
- La voyance factuelle obsessionnelle de Claude (p. 150),
- C'étaient des héros, et comme tous les héros ils étaient humbles et ne se considéraient pas comme si exceptionnels. Ils pensaient que leurs descendants seraient comme eux — rationnels, honnêtes, civiques. Des hommes ayant au moins autant le souci du bien commun que de leur profit personnel (p. 166).
- Le gouvernement est le peuple, si on ignore certaines complications, mais on s'en sépare et on fait comme si ce n'était pas nous ; on fait comme si c'était un Autre menaçant, déterminer à nous enlever nos libertés, à prendre notre argent pour le redistribuer, à légiférer sur notre moralité vis-à-vis des drogues, de la conduite, de l'avortement, de l'environnement — Big Brother, l'Establishment... (p. 167),
- Les entreprises ne sont pas des citoyens, des voisins ou des parents. Elles ne votent pas et elles ne vont pas au front. Elles ne prêtent pas le Serment d'allégeance. Elles n'ont pas d'âme. Ce sont des machines à recettes. Et ça ne me pose aucun problème. Je trouve qu'il est absurde de faire peser des obligations civiques ou morales sur elles. Elles n'ont que des obligations stratégiques, et même si elles peuvent devenir très complexes, au fond ce ne sont pas des entités civiques. Ça ne me pose pas de problème que le gouvernement remplisse une fonction de conscience pour les entreprises grâce aux lois et aux politiques de régulation. Ce qui me pose problème, c'est qu'on dirait que nous, les citoyens, nous avons adopté les mêmes attitudes que les entreprises. Qu'en dernier lieu on n'a d'obligations qu'envers nous-mêmes. Qu'on peut tout admettre tant que ce n'est pas illégal et que ça n'a pas de conséquences pratiques directes pour nous seuls (p. 170).
- Je traînais avec mes potes déchets et ainsi de suite etc. — et rien n'avait de sens. Comme si j'étais mort ou endormi sans même en être conscient, comme cette expression qu'ils ont dans le Wisconsin « même plus les idées assez claires pour aller se coucher » (p. 194).
- La mort du père de Fogle dans le métro, bras pris dans la portière, dans le long chapitre 22 (pages 190-298).
- Tout comme mon père était le guerrier battu mais acharné — chaque jour au sol dans une campagne dont l'absurdité contribuait à sa puissance corrosive. Le rôle de ma mère dans le corpus achilléen demeure incertain. Je ne suis pas sûr non plus que mon frère ait été conscient que ses exercices de piano l'après-midi coïncidaient avec le retour de mon père ; par certains aspects je crois que tout son apprentissage du piano tournait autour de l'obligation qu'il y ait de la lumière et de la musique à 17 h 42 pour l'arrivée de mon père, qu'en un sens sa vie en dépendait — tous les soirs il opérait la transition opposée à celle du soleil, de la mort vers la vie  (p. 301).
- Les brumes du spleen  (p. 455).
- La discussion sur les Rangeurs Sauveteurs, en fac à St Louis, au chapitre 42.
- L'accident de voiture de la mère de Toni Ware, un peu cinglée, et étouffée par son père, au chapitre 45.
- Le dialogue entre Shane Drinion et Meredith Rand, en after hours, au chapitre 46.
- Le pique-nique aux moustiques et aux drogues, au chapitre 48.
- L'épisode du pouce sectionné, en lycée technique.

## Éditions françaises
- 2012 : Le Roi pâle (The Pale King), traduit par Charles Recoursé, Au diable vauvert  (ISBN 978-2-84-626-432-7).
- 2015 : Le Roi pâle, J'ai lu.

## Réception
La recension anglophone est bien traitée dans l'article anglophone, entre hommage funèbre et louange.
- Salon Book Award (Fiction) 2011 (Salon.com)
- Finaliste au Prix Pulitzer de la fiction 2012 (non attribué)

La recension francophone est plus discrète, presque évasive,.
La vie des contrôleurs des impôts (américains), en soi ou comme métaphore d'une certaine condition humaine postmoderne et/ou bureaucratique, est un projet d'écriture ambitieux (macrofiction), infini (microfictions croisées), inachevé, inachevable sans doute (métafiction), et peut-être ennuyeux parce qu'inabouti, malgré de remarquables passages.